# Bulma (Framework)
Bulma ist ein freies und Open-Source-CSS-Framework basierend auf Flexbox. Es enthält auf HTML und CSS basierende Gestaltungsvorlagen für Typografie, Formulare, Buttons, Tabellen, Grid-Systeme, Navigations- und andere Oberflächengestaltungselemente.